# Computer City
Computer City (コンピューターシティ?, Konpyūtā Shiti) è il settimo singolo del trio j-pop giapponese Perfume. È stato pubblicato l'11 gennaio 2006 dall'etichetta major Tokuma Japan Communications.
Il singolo rappresenta l'ultima collaborazione delle Perfume con la paroliera Kinoko (木の子?), che ha scritto per il trio tutti loro testi fra il 2003 ed il 2005; dal successivo le Perfume si affidano totalmente al produttore, paroliere e compositore Yasutaka Nakata, già loro musicista e leader dei Capsule (duo di musica elettronica e Shibuya kei).

## Tracce
Dopo il titolo è indicata fra parentesi "()" la grafia originale del titolo.
1. Computer City (コンピューターシティ?) - 4:46 (Yasutaka Nakata)
2. Perfume (Perfume?) - 5:16 (Kinoko – Yasutaka Nakata)

## Altre presenze
- Computer City:
  - 02/08/2006 – Perfume ~Complete Best~
- Perfume
  - 02/08/2006 – Perfume ~Complete Best~

## Formazione
- Nocchi – voce
- Kashiyuka – voce
- A~chan – voce